# Hétfalusi csángók
Hétfalusi csángóknak a Brassótól keletre fekvő Hétfalu magyar lakosságát nevezik. A hétfalusi csángók magukat magyaroknak vallják, sajátos nyelvjárásuk és szokásaik miatt a szomszédos székelyek nevezik őket csángóknak a többi barcasági magyar falu (Barcaújfalu, Krizba, Apáca), valamint a távolabbi Halmágy és Székelyzsombor lakóival együtt.

## Történetük
A hétfalusi csángókat a 11. századi barcasági gyepüőrző magyarok és besenyők leszármazottainak tartják. Eredeti gyér népességük a kora Árpád-korban Dél-Erdélyben lakó magyarokból (székelyekből) gyarapodott, alaprétegük a székelyek végső megtelepedését megelőzően vagy azzal egyidőben alakult ki (13. század első fele). 
Hétfalu eredetileg királyi birtok volt, bizonyos részeinek eladományozását a 14–15. században kezdték meg, majd II. Ulászló király Brassó városának zálogosította el. A központi királyi hatalom összeomlása után nem történt meg a visszaváltás, Brassó másfél százados ellenkezés ellenére jobbágysorba süllyesztette az egykor szabadalmas jogállású, határőrző Hétfalu lakosságát. 
A szász polgárság földesurasága társadalmi, gazdasági és egyházi elnyomást jelentett, és a hétfalusi csángók kultúrájában jellegzetes nyomokat hagyott, mint például az evangélikus vallás követését. Mivel a hétfalusi csángóknak kevés földjük volt, a szomszédos szász községekben vállaltak munkát (feles bérleteket), ezenkívül fakitermeléssel, fuvarozással is foglalkoztak. Az 1800-as évek második felében – különösen a vasutak megépülése után – Hétfalu magyar és román lakossága nagy arányban vándorolt ki Ó-romániába. A hétfalusi csángók különösen Bukarestben erős diaszpórával rendelkeztek, ahol a városi személyfuvarozást (bérkocsizás, később taxizás) az 1930-as évekig nagyrészt ők látták el. 
A barcasági csángó falvak településtörténetében két szakaszt különböztethetünk meg.

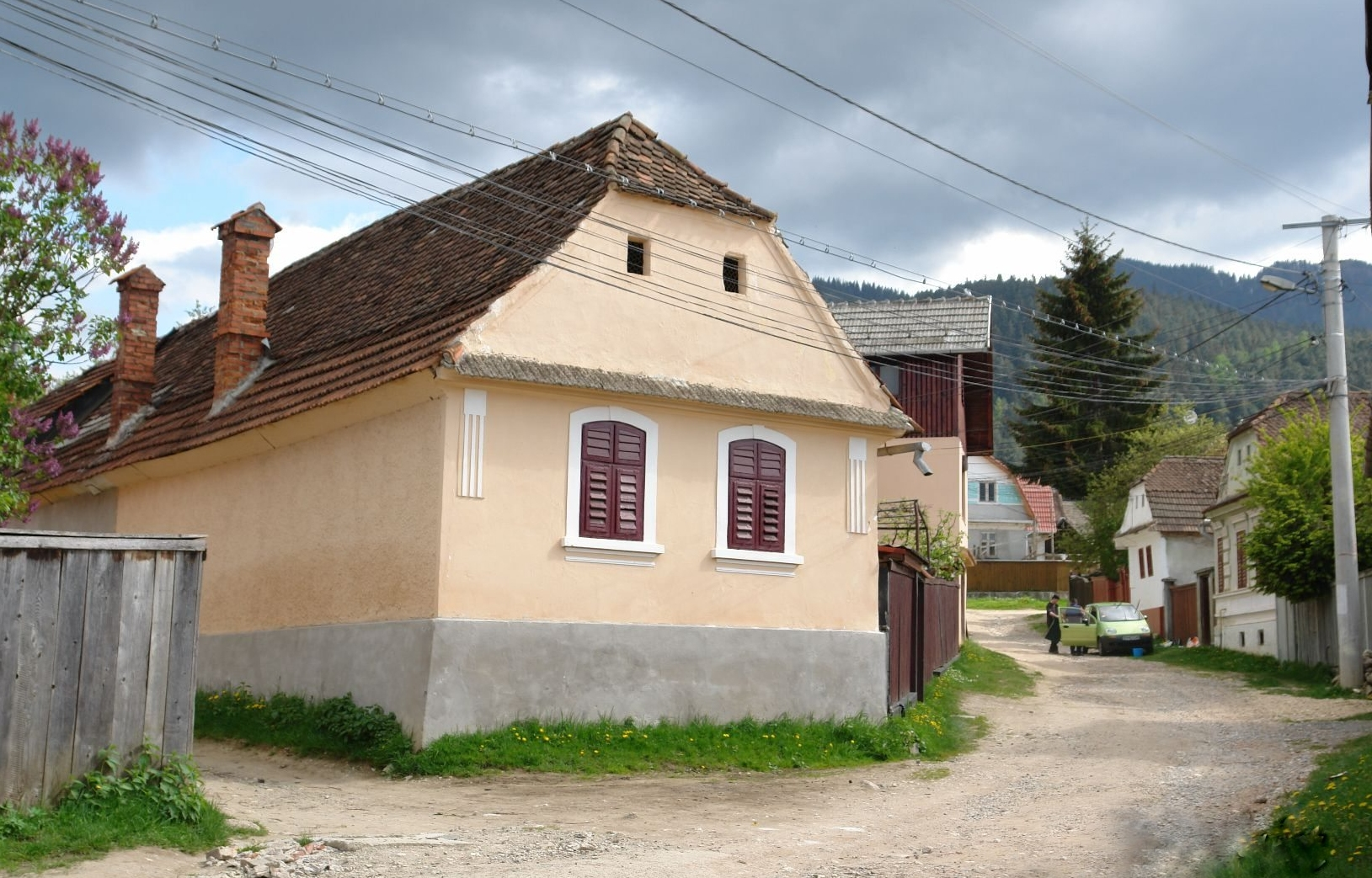
Négyfalu

- Előbb a várak védelmét és fenntartását szolgáló várnép katonai jellegű, szórványos szálláshelyeinek megjelenését (a cenki vár-erőd a XI.-XII. században, Törcsvár a XIV. század végén, Höltövény, illetve a krizbai vár stb.),
- majd azoknak faluközösséggé való átalakulását.

A támadásoknak leginkább kitett délkeleti határvidéken, a székelyföldre vezető út mentén, a hegyek tövében, kialakult Hétfalu településképe. A falvak közti igen kicsi távolság egyértelműen határőr-településre utal.
A mai hétfalu vidékét hatalmas síkságra lenyúló erdőségek borították. A letelepedők fokozatosan az erdőket kiirtották, s a megtisztított területek váltak szállásaikká, szántókká, legelőkké, kaszálóhelyekké. A fennmaradt helynevek is ezeket bizonyítják: Faluirtványa, Nyáros, Bükkös, Cserés, Eger, Fenyőséle stb. Szeli Józsefnek, volt hosszúfalvi evangélikus lelkésznek 1736-ból való krónikája a fent említetteket így örökítette meg:
„Ezen possesionak fundusaik még ciheres, sőt rengeteg erdők  s puszta terméketlen területek voltanak. A mi öregeink maguk is emlékeznek arra, hogy ahol a hosszúfalvi határban most merő gabonát termő szántóföldek vannak, ott az ő ifjúságukban sűrü erdők voltanak. Ma is a mezőben tapasztaltatnak a régi nagy erdők gyökerei és elhalmozott bokrai, melyek világos jegyei annak, hogy míg ezen possesioknak határaik annyira tisztíttathattanak, hogy gabonát teremnének, addig nagy kietlen sűrű erdőket kellett kiirtaniok a megtelepedett fiskális embereknek”.

## A hétfalusi csángók eredete

Hétfalusi csángó tánc - 1918

A hétfalusi csángó magyarok eredetéről sokat vitatkoztak, és vitatkoznak a történészek. Sokak a moldvai csángókkal azonosítják. A „csángó” jelző az elcsángálást (elvándorlást, vonúlást) jelenti és ebben a formában érvényes a moldvai csángókra. A hétfalusiak is csángók, de ők nem a csángálás miatt kapták e nevet, hanem a sajátos vészjelzési formájukról. Tűzvész, vagy bármiféle veszedelem esetén a harangnyelvet félre verték egy egyedi ritmusban: csángattak. Ezt a csángatást nem tudta bárki megtenni, csak a falu harangozója. A csángatás technikája úgymond „apáról fiúra” szállt. Az idős harangozó megtanította az újoncot csángatni. A csángatásnak több formája is létezett, minden veszélynek megvolt a csángatási formája. A hétfalusiak tehát nem csángáltak-elcsángáltak, hanem csángattak.
A hétfalusi csángóság minden bizonnyal székely eredetű. E nép székely eredetét a székelyek beszédmodorával összhangzó nyelv sajátosságai mellett leginkább az ottani családnevek bizonyítják: Székely, Gödri, Veres, Simon, Bacsó, Boldi, Rab, Pajor, Mózes, Illyés, Sala, Foris stb. E családneveket megtaláljuk a székelyföldön is, ez lévén a hétfalusiak székely eredetének legbiztosabb tanúsága. A szászok valamikor a Hétfalut Zeikelische dörfernek nevezték, ami székely falvkat jelent. E nép tehát nemcsak most, hanem eredetileg is magyar volt. A fennebb említettek alapján határozottan kitűnik, hogy a barcasági magyar falvakat székelyek lakták, mint a Barcza ős-lakói, kiket Szent László király mint határőröket telepített a végvárakhoz tartozó fiscalis területre.
De bármikor, s bárhonnan települtek a barcaságra a hétfalusiak ősei, elég azt tudnunk, hogy ez árvaságban is emelkedett lelkületű nép magyarul beszél, magyarul érez, magyar dicsőségről álmodik és dalol, amint a következő népdal is tanúsítja:
- „Hejh te Tömös! Hejh te Tatrang!
- Beh édes ez a magyar hang,
- Magyarul szólnak habjaid,
- Magyarul értem siralmaid.
- Vidd meg, vidd meg a hazának,
- A magyarok hazájának,
- Itt is élnek, itt is halnak
- Érte síró hétfalviak.”

A hétfalusi csángó-magyarok életkörülményeinek vázlata leginkább a népdalokban maradt fenn az utókor számára.  A népköltő a nép örömeit, bánatát, lelkületét ültette át dal formájába. Nem  kevés dal, legenda, monda, rigmus maradt fenn, amit a krizbai születésű Seres András folklórkutató összegyűjtött és közzétett, megmentve ezáltal a feledés alkonyától. A barcasági magyar népköltészet első átfogó adattárát állította össze. Meglepő a műfajok gazdagsága. Megtalálható benne a líra, az epika és a szokás. E kicsiny közösség mérvadóan hozzájárult a magyar általános kultúra kincstárának gyarapításához.
Magyarvárnak nevezik még ma is azt a kb. 100 láb magas sziklagerincet amelyen 1849-ben az orosz invázió idején  Kis Sándor tábornok utolsó hadállása volt

Áldott emlékű Mezei István, Szórády Lajos utódja mesélt egy humoros történetet a templomárvízzel kapcsolatosan idézem: „1973-ban kiöntött a Buska-patak, a templom megtelt vízzel a szőnyegek úsztak a víz tetején. Gondoltam nagy munka ez, nem tud itt a harangozóházaspár boldogulni, embereket kell hívnom. Szóltam ennek, annak, meg is ígérték, hogy jönnek de nem jöttek. Ekkor kiálltam a templom ajtóba és az arrajárókból próbáltam egy kis mentőcsapatot toborozni. Arra jött Pusztai János egy eléggé züllött ember, megszólítottam- János nem segítene kitakarítani a templomot hisz befolyt a víz meg az iszap- János ezt felelte: tudja mi tiszteletes úr! Mindenki takarítsa ki a mühelyét!- Egy kissé elkomorodtam ezek hallatán de aztán a humoros oldalát tekintve gyorsan munka után néztem a „mühelyben”.
(Koszta János jegyezte le Mezei István szavait)

## Az első írásbeli adatok
A barcasági csángóknak a legrégibb múltjából vallástörténelmi adatok nincsenek. Az első írásbeli adat 1213-ból való, amikor Vilmos erdélyi püspök a Barcaság dézsmáját a II. András király által 1211-ben letelepített német lovagrendnek adományozta, de az adománylevélben kihangsúlyozta, hogy az ott lakó és oda telepedő székelyek és magyarok a tizedet az erdélyi püspökségnek fizetik továbbra is. A barcasági falvak eleinte a sepsi esperességbe voltak beosztva, s azzal együtt a milkovi püspökség alá tartoztak, melynek a székhelye Moldvában volt.
Egy Staniszlausz nevű ispán beiktató levelében 1366-ban szerepel Csernátfalu és annak Szent Mihályról elnevezett egyháza. Ebből az okmányból azt lehet megtudni, hogy abban az időben a nagyon gyéren lakott Hétfalu magyarsága a Szent Mihály-parókiához tartozott.  
Hunyadi János erdélyi kormányzó idejében 1440-ben Pürkerecen is létesült önálló egyház. 1440-1450 között felépítették a Mária Magdolnáról elnevezett magas kőfallal körülvett templomot. Ide tartozott Tatrang, Zajzon sőt egy ideig Bodola és Nyién is (Keresztvár).  Az érdekesség kedvéért hadd tegyek említést egy legendáról, amely az akkori templomépítéssel függ össze. „ A tatrangi, zajzoni, pürkereci lakosok elhatározták, hogy templomot építenek a három falu találkozási pontjánál. Ez a hely a mostani „muszka asztal” (a második világháború alatt itt tanyáztak és táplálkoztak a fosztogató orosz katonák, akik kényszerítették a háromfalu lakosságát, hogy naponta háromszor vigyenek eledelt a századuknak.) alatt húzódik. A három falu népe meg is vásárolta a hozzávalókat és a kijelölt helyhez, a már említett „muszka asztal” hoz vitték. Őrséget is állítottak az anyagok védelmére. Az őrség három tagu csoportból állott, egy tatrangi, egy zajzoni, és egy pürkereci férfiből. Egy éjszakán a pürkereci őr altatót kevert a két bajtárs italába. Ezek nyomban elaludtak, erre várt a pürkereci, és máris szólította a közelben rejtőzködő pürkerecieket, akik szekerekkel jöttek a helyszínre, fölrakták az anyagokat és elszállították Pürkerecre. Reggel a tatrangi és a zajzoni őr csak a hűlt helyét találta az anyagoknak. Azonnal ébresztették az alamuszi Pürkerecit is, aki mély álomból ébredt és nagyon csodálkozott. Nem kis idő múlva jött két pürkereci férfi, akik újságolták, hogy az anyagok náluk vannak, és biztosak benne, hogy az angyalok hordták el azokat Pürkerecre. Így épült az első templom Pürkerecre”. Ebben az időben a falvak népe igen csekély volt, mert az állandóan megismétlődő kun, besenyő, török, tatár betörések gyakran megtizedelték a lakosságot. Ezért volt szükség arra, hogy több falu népe alkosson egy egyházat.

## Lásd még
- Hétfalu